# Ivo Josipović
Ivo Josipović (Zagreb, 28. kolovoza 1957.), treći predsjednik Republike Hrvatske u mandatu od 19. veljače 2010. do 18. veljače 2015. godine. Sveučilišni je profesor kaznenopravnih znanosti na Pravnom fakultetu Sveučilišta u Zagrebu te skladatelj i političar. Do izbora na dužnost predsjednika Republike bio je zastupnik u 5. i dijelu 6. saziva Hrvatskog sabora između 2003. i 2010. godine.

## Politička karijera
Prva poveznica Josipovića s politikom bila je članstvo u SKH-a od 1980. godine, pri čemu nije obnašao ikakvu dužnost. Od 1988. sudjelovao je tijekom demokratskih promjena u Hrvatskoj u transformaciji SKH iz tadašnje društveno-političke organizacije u Socijaldemokratsku partiju (SDP) primjerenu demokratskom društvu. Napisao je prvi statut te stranke. Godine 1994. napušta politiku te se u potpunosti posvećuje pravu i umjetnosti. Na poziv Ivice Račana 2003. godine vraća se u politiku, postaje neovisnim zastupnikom izabranim na listi SDP-a u Hrvatskom saboru i potpredsjednik Kluba zastupnika SDP-a. U mandatu od 2005. bio je zastupnik u Gradskoj skupštini Grada Zagreba. Godine 2007. ponovno je izabran u Hrvatski sabor. U Saboru je radio u odborima za zakonodavstvo, pravosuđe i Ustav, poslovnik i politički sustav te bio članom Povjerenstva za odlučivanje o sukobu interesa. Član SDP-a postao je u kolovozu 2008., a članstvo mu je prema odredbama Ustava prestalo stupanjem na dužnost Predsjednika Republike 2010. godine. Završetkom mandata Predsjednika Republike nije se vratio u članstvo SDP-a, nezadovoljan politikom tadašnje vladajuće lijeve koalicije na čelu sa SDP-om i Zoranom Milanovićem, rekavši kako ne želi statirati u SDP-ovoj politici za koju misli da nije dobra. Josipović je u kampanji za drugi predsjednički mandat predlagao sveobuhvatne promjene Ustava koje bi bile ishodište strukturnih reformi, a koje je Zoran Milanović kao tadašnji šef SDP-a i premijer javno odbio. Za predsjednika stranke Naprijed Hrvatska! – Progresivni savez izabran je 31. svibnja 2015. na osnivačkoj skupštini u hotelu Internacional u Zagrebu.

### Predsjednički izbori 2009.
Kandidaturu za predsjednika Republike u ime SDP-a osvojio je 12. srpnja 2009. na unutarstranačkim izborima, prvima te vrste u Hrvatskoj,  pobijedivši protukandidata Ljubu Jurčića s omjerom postotka glasova 65 : 35.
U anketama uoči prvoga kruga izbora za predsjednika države 2009. uvjerljivo je vodio, te je 27. prosinca 2009. dobio 640.005 glasova od ukupno 4.495.528 ili 32,42 % glasova. U drugi krug izbora ušao je s drugoplasiranim Milanom Bandićem, koji je kao nezavisni kandidat osvojio 14,83 % glasova.
U drugom krugu izbora, 10. siječnja 2010., Ivo Josipović je izabran za trećeg hrvatskog predsjednika s osvojenih 60,26 % glasova.

#### Predsjednički mandat
Ceremonija svečane predsjedničke prisege održana je 18. veljače 2010. na Trgu sv. Marka u Zagrebu, a na dužnost je stupio 19. veljače 2010. 
Prvi grad koji je posjetio kao novoizabrani predsjednik 22. siječnja bio je Zadar. Tom prigodom je bio na obilježavanju akcije Maslenica. Dana 23. siječnja posjetio je Sinj. U razgovoru s alkarima izrazio mogućnost da Predsjednik Republike opet bude pokrovitelj Alke. 2011. na slobodu je nakon oslobađajuće presude pušten general Ivan Čermak, a 2012. i general Ante Gotovina i Mladen Markač, te ih je Josipović tim povodom primio. Nakon parlamentarnih izbora u prosincu 2011. na kojima je pobijedila Kukuriku koalicija sastavljena od SDP-a, HNS-a, IDS-a i HSU-a, za mandatara je imenovan Zoran Milanović, predsjednik SDP-a. Zajedno s predsjednicom vlade Jadrankom Kosor i drugim čelnicima država EU potpisao je 9. prosinca 2011. Ugovor o pristupanju Republike Hrvatske Europskoj uniji. U siječnju 2012. održan je referendum o pristupanju Hrvatske Europskoj uniji na kojemu su se građani izjasnili da žele da Hrvatska postane zemlja članica EU-a. Hrvatska je 1. srpnja 2013. postala 28. članica Europske unije. 1. prosinca 2013. održan je referendum o ustavnoj definiciji braka, na kojemu se je 65 % glasača izjasnilo da u Ustav treba unijeti da je "brak zajednica žene i muškarca". Josipović je građane poticao da se izjasne protiv takvog postupka. Posljednja godina Josipovićevog mandata obilježena je izborima za Europski parlament, te razornim poplavama u istočnoj Hrvatskoj.

### Predsjednički izbori 2014.
Predsjednik Josipović najavio je kandidaturu za drugi petogodišnji mandat na predsjedničkim izborima 2014., te je temeljio svoj izborni program na ustavnim promjenama i decentralizaciji Hrvatske. Prvi krug predsjedničkih izbora održan je 28. prosinca 2014. a Ivo Josipović dobio je 38,46 % glasova, odnosno 22.000 glasova više od svoje glavne suparnice Kolinde Grabar-Kitarović, kandidatkinje HDZ-a za koju je glasovalo 37,22 % birača. Josipović i Grabar-Kitarović, kao kandidati s najviše dobivenih glasova, natjecali su se u drugom krugu 11. siječnja 2015., a ključnu ulogu trebali su odigrati birači Ivana Vilibora Sinčića, aktivista Živog zida koji je kao najmlađi predsjednički kandidat u povijesti, dobio gotovo 300.000 glasova, odnosno 16,4 %. Na samu izbornu noć izlazne ankete su pokazale da Kolinda Grabar-Kitarović ima malu prednost nad predsjednikom Josipovićem, te su službeni rezultati potvrdili njenu pobjedu s razlikom od 32.509 glasova ili 1,48 %. Ivo Josipović u drugom krugu osvojio je 49,26 % glasova, a njegova suparnica 50,74 %, time je Josipović postao prvi predsjednik Republike koji nije osvojio drugi petogodišnji mandat. Josipović je novoizabranoj predsjednici Republike dužnost službeno predao u ponoć 18. veljače 2015. po isteku svog prvog mandata. Nakon poraza na izborima Josipović je osnovao vlastitu stranku Naprijed Hrvatska! – Progresivni savez.

### Parlamentarni izbori 2015.
Naprijed Hrvatska! – Progresivni savez potpisala je koalicijski sporazum s Narodnom strankom-Reformistima bivšeg potpredsjednika Vlade Radimira Čačića.

## Prijepori i kontroverze

### Govor u Parlamentarnoj skupštini BiH
Andrija Hebrang upozorio je da predsjednik Josipović svojim izjavama u Sarajevu, 14. i 15. travnja 2010. uvodi Hrvatsku u "red svjetskih agresora". Naime, Josipović se za službenoga posjeta Bosni i Hercegovini ispričao za pokušaje Hrvatske da podijeli BiH tijekom rata u Bosni i Hercegovini, održao je govor u Parlamentarnoj skupštini BiH u kojem je izrazio žaljenje što je i Republika Hrvatska dijelom svoje politike u devedesetima doprinijela stradanjima u Bosni i Hercegovini:
„Politike koje su devedesetih - bilo to iz zloćudnosti, neznanja, arogancije ili ludosti vjerovale da je rješenje za Bosnu i Hercegovinu - podjela, posijale su u Bosni i Hercegovini ali i u svojim zemljama zlosretno sjeme. Zavedeni su narodi i pojedinci požnjeli rat, smrt i sakaćenje stotina tisuća, milijune raseljenih, uništena gospodarstva, uništene obitelji, a ovdje u Bosni i Hercegovini ostavili za sobom rastrgano tkivo jednoga nedvojbeno posebnoga društvenog i kulturnoga bića utemeljenog na multietničnosti i multikonfesionalnosti. Duboko žalim što je i Republika Hrvatska svojom politikom u devedesetim godinama prošlog stoljeća tome doprinijela. Duboko žalim što je takva hrvatska politika doprinijela stradanjima ljudi i podjelama koje nas i danas muče.“
Govor je izazvao snažno negodovanje HDZ-a. Premijerka Kosor prozvala je Josipovića da je prekršio Ustav, pozvala je k sebi bivše hrvatske premijere i ministre vanjskih poslova koji su ostali bliski HDZ-u, a zasjedalo je i Predsjedništvo HDZ-a.
"Vidim nespremnost da se prepoznaju i loše strane politike iz devedesetih godina, što i danas negativno utječu na naš narod, onaj u Hrvatskoj i onaj u BiH. Bilo bi mudro da je Vlada bila ta koja je potakla pomirenje", rekao je Josipović na kritike iz HDZ-a.
U nastavku posjeta BiH predsjednik Josipović poklonio žrtvama pokolja u Ahmićima i pokolja u Križančevu Selu. S njim su po prvi put na istom mjestu bili vjerski lideri Islamske vjerske zajednice i Katoličke crkve u Bosni i Hercegovini, kao i predstavnici hrvatskih i bošnjačkih stranaka koji su se poklonili žrtvama hrvatsko-bošnjačkog sukoba u Srednjoj Bosni.
Tihomir Blaškić, koji je na Haaškom sudu zbog zločina u Ahmićima najprije bio osuđen na 45 godina zatvora, da bi mu se u drugom stupnju kazna smanjila na devet, te da bi na kraju za zločine počinjene u tome selu bio potpuno oslobođen pozdravio je odlazak Josipovića u Ahmiće i Križančevo selo gdje je počinjen zločin nad Hrvatima. "To je pravi put za suradnju i povjerenje, te gradnju mostova između dva naroda. Upravo je taj potez predsjednika Josipovića prava državnička gesta i svijetlo koje vodi putem suradnje i izlaska iz kolektivne krivnje što je iznimno važno za daljnji suživot na prostorima BiH" – zaključio je Blaškić.

## Pravna i glazbena karijera
Na prijamnom ispitu za Pravni fakultet bio je drugoplasirani od dvije tisuće kandidata. Nakon prve godine primio je rektorovu nagradu kao odličan student.
Godine 1980. završio je studij prava na Pravnom fakultetu Sveučilišta u Zagrebu, a zatim studij skladanja na Muzičkoj akademiji u Zagrebu (Stanko Horvat, 1983.). Autor je šezdesetak znanstvenih i stručnih radova s područja kaznenog i međunarodnog kaznenog prava te suradnik u više zakonskih projekata. Izvanredni je profesor na Pravnom fakultetu u Zagrebu i gost predavač na domaćim i inozemnim visokim učilištima. Zastupao je Hrvatsku pred međunarodnim sudovima (suzastupnik RH pri Međunarodnom sudu u Haagu) i sudjelovao na više međunarodnih konferencija.

## Nagrade

### Nagrade i priznanja na polju glazbe
- Nagrada Sedam sekretara SKOJ-a za umjetnost, za skladbe "Varijacije za glasovir " i "Passacaglia za gudače" (1981.)[21]
- Nagrada Europske radijske unije (EBU) za skladbu "Samba da camera", za gudački orkestar (1985.)[21]
- Prva nagrada žirija i prva nagrada publike na Međunarodnom natjecanju Glazbene mladeži za skladbu "Samba da camera", za gudački orkestar (1985.)[21]
- Nagrada Pajo Kolarić za skladbu "Drmeš za Pendereckog" (1987.)[21]
- Odlikovanje Reda Danice hrvatske s likom Marka Marulića (1999.)[21]
- Diskografska nagrada Porin za skladbu "Samba da camera", za gudački orkestar (1999.)[21]
- Diskografska nagrada "Porin" za skladbu "Hiljadu lotosa", za mješoviti zbor i instrumentalni ansambl (2000.)[21]
- Nagrada Ministarstva kulture RH za glazbeno stvaralaštvo, za skladbu "Tuba ludens", za tubu i orkestar (2002.)[21]
- Nagrada Boris Papandopulo Hrvatskog društva skladatelja za skladbu "Tuba ludens", za tubu i orkestar (2002.)[21]
- Diskografska nagrada Porin za najbolji klasični autorski album "Passo Sempio" u izvedbi pijanistice Katarine Krpan (2012.)[22]

### Ostala priznanja i nagrade
- Nagrada Rektora Sveučilišta u Zagrebu (najbolji student na Pravnom fakultetu, 1978.)[21]
- Čitatelji i uredništvo banjalučkih Nezavisnih novina proglasili su 2010. Ivu Josipovića osobom godine.[23][24]
- Počasni doktorat Ruskog državnog sveučilišta Immanuel Kant u Kalinjingradu[25]
- Počasni ambasador mira - Internacionalna liga humanista - liga za mir[26]
- Grand PRix „Komunikator godine“, Hrvatsko udruženje za odnose s javnošću (HUOJ), 2011. godine.[27]
- Osoba 2010. godine u regiji, Večernji list BiH, Mostar.[28]
- Priznanje „Sloboda“, Međunarodni centar za mir Sarajevo, 2011. godine.[29]
- Nagrada za mir "Galileo 2000", Fondacija Premio Galileo 2000, Firenza, zbog "zalaganja za europsku viziju jugoistočne Europe, ljudska prava i međunarodnu pravdu"[30]
- Europska medalja za toleranciju 2011., Europsko vijeće za toleranciju i pomirenje, Bruxelles.[31]
- Europski govor godine, za govor u EU parlamentu prilikom potpisivanja pristupnog ugovora s EU, Europski pokret Hrvatska i Europski dom Zagreb, 2011.[32]
- Najosoba 2011. godine regije Jugoistočne i Srednje Europe, Regionalna neovisna agencija i Europsko udruženje menadžera, 2011.[33]
- Priznanje za izraženu socijalnu osjetljivost i posvećenost borbi protiv diskriminacije i poniženja svih ranjivih skupina u društvu, Sindikat umirovljenika Hrvatske, 2012.[34]
- Posebni ambasador za širenje Sportskih igara mladih u regiji, 2012.[35]
- Nagrada „Svetozar Pribičević“ za unaprjeđenje hrvatsko-srpskih odnosa, Srpsko narodno vijeće, 2012.[36]
- Priznanje za izuzetno zalaganje u promicanju vjerskih sloboda i tolerancije u povodu Svjetskog dana vjerske slobode, Udruga Sloboda Zagreb, 2012.[37]
- Priznanje „Paul Harris“ za izniman doprinos promicanju rotarijanstva, Rotary Distrikt 1913, 2013.[38]
- Počasni član Otočnog sabora, zbog razumijevanja problema otočana i zalaganja za rješavanje konkretnih problema, 2013.[39]
- Titula „Protector“ Europske akademija znanosti i umjetnosti, Salzburg 2013.[40]
- Počasni doktorat Sveučilišta u Istanbulu za doprinos pravu i opći doprinos društvu, 2015.

## Privatni život
Rođen je, odrastao i školovao se u Zagrebu. Josipović je podrijetlom iz Baške Vode odakle su se njegovi roditelji Ante i Milica doselili u Zagreb. Oženjen je Tatjanom Josipović, sveučilišnom profesoricom prava, s kojom ima kćer Lanu.

## Vanjske poveznice
- Službena stranica
- Novosti o predsjedničkim izborima
- Ivo Josipović na službenim stranicama Hrvatskog Sabora
- Ivo Josipović na službenim stranicama Hrvatskog društva skladatelja
- Ivo Josipović Počasni predsjednik udruge Bolji Split
- Popis djela I. Josipovića na službenim stranicama Hrvatskog društva skladatelja